# Parancs János
Parancs János (Pusztavacs, 1937. augusztus 30. – Budapest, 1999. október 24.) magyar költő, műfordító, szerkesztő.

## Életpályája
Szülei Parancs János és Fehér Julianna voltak. Egyéves korában Biatorbágyra költöztek. Öt testvére született. Gépipari technikumban érettségizett kitűnő tanulóként. 1955–56-ban a Műegyetem gépészmérnöki karának hallgatója. Ötvenhatban elhagyta az országot. Két évvel később meghalt édesanyja. Párizsban a Sorbonne-on matematikát, francia nyelvet és irodalmat hallgatott, majd technikusként dolgozott. Ekkor kezdett írni. Megalapította és szerkesztette a Párizsi Magyar Műhely c. folyóiratot. 1964-ben hazajött; 1966-ig a Művelődésügyi Minisztérium műszaki emlékeket nyilvántartó és gyűjtő csoportjának munkatársaként, 1975-ig a Petőfi Irodalmi Múzeumban muzeológusként, majd 1975–92 között a Magvetőnél szerkesztőként dolgozott. 1992-től főmunkatárs lett az Új Embernél, amely lapnak már régebb óta „házi költője” volt. 1997-ben betegsége miatt nyugdíjba kényszerült.

### Munkássága
Párizsban elsajátította az avantgard szellemét és technikáját; fordított is avantgard költészetet, mely azonban csak rövid ideig hatott rá. Lírájában egyszerre van jelen a moralista és szatirikus hang, a pátosz, az önirónia, a szenvedély és a tárgyilagosság. A hétköznapi élet trivialitásai és a metafizika nagy kérdései egyaránt foglalkoztatták. Költeményei gyakran naplószerű híradások az emberi élet állomásairól.

## Magánélete
1965-ben házasságot kötött Péterfy Katalinnal. Egy lányuk született: Anna (1970).

## Művei
- Félálom (versek, 1963)
- Portölcsér (versek, 1966)
- Mélyvízben (versek, 1970)
- Fekete ezüst (versek és műfordítások, 1973)
- A versírás természetrajza (versek, 1977)
- Az idő vonulása (versek, 1980)
- Profán szertartás (válogatott versek, 1981)
- Sivatagi följegyzések (versek, 1985)
- A köznapi lét szakadéka (versek és műfordítások, 1988)
- Távol és közel. Versek, 1987–1989 (1991)
- A labirintus mélyén. Versek, 1989–1992 (1994)
- Sötét folyam. Válogatott és új versek, 1958–1995 (1996)
- Tőletek távolódóban (1999)

## Kiadói munkái
- Palasovszky Ödön: Csillagsebek (válogatott versek, 1987)
- Kálnoky László: Az áramló időben (válogatott versek, 1990)
- Csorba Győző, Gulyás Pál, Orbán Ottó, Szilágyi Domokos, Thinsz Géza, Tolnai Ottó verseskötetei
- Kassák Lajos, Mándy Iván, Sinka István prózai írásai

## Műfordításai
- P. Gamarra: Pirenneusi rapszódia (1966)
- P. Boulle: Nagyúri mesterség (1970)
- Fekete ezüst (benne műfordítások) (1973)
- O. V. de Lubicz-Milosz: A megismerés himnusza (1973)
- B. Cendrars: A villámsújtotta ember (1975)
- P. Gripari: Mesék a Broca utcából (1980)
- A mágneses mezők. (A. Breton és Ph. Soupault versei) (1984)
- A köznapi lét szakadéka (a Függelékben B. Péret válogatott verseivel) (1988)
- R. Char: A könyvtár lángban áll (1989)
- T. Tzara: Dadaista kiáltványok és válogatott versek (1992)

## Díjai, kitüntetései
- Szocialista Kultúráért (1978, 1983)
- Graves-díj (1979)
- József Attila-díj (1990)
- Déry Tibor-díj (1991)
- Artisjus-díj (irodalmi; megosztva Nagy Gáspárral) (1993)
- Radnóti-díj (1994)
- A Magyar Köztársasági Érdemrend kiskeresztje (1997)
- Forintos-díj (1998)